# إيكاترينا غورديفا
إيكاترينا أليكسندروفنا غورديفا (الروسية: Екатерина Александровна Гордеева) هي متزلجة فنية على الجليد روسية سوفيتية ولدت في يوم 28 مايو 1971 في موسكو. أبرز إنجازاتها هو فوزها بميداليتين ذهبيتين الأولى في دورة الألعاب الأولمبية الشتوية 1988 في كالغاري وبميدالية أخرى في دورة الألعاب الأولمبية الشتوية 1994 في ليلهامر في النرويج. كما فازت بخمسة ميداليات في بطولات العالم منها أربعة ميداليات ذهبية وميدالية فضية وفازت أيضاً بأربعة ميداليات في بطولة أوروبا منها ثلاثة ذهبية. سبق لها الزواج مرتين، الأول كان من سيرجي غرينكوف والذي توفي في سنة 1995 وثم تزوجت من إيليا كوليك وتطلقت منه في سنة 2006.